# Stahlrohr

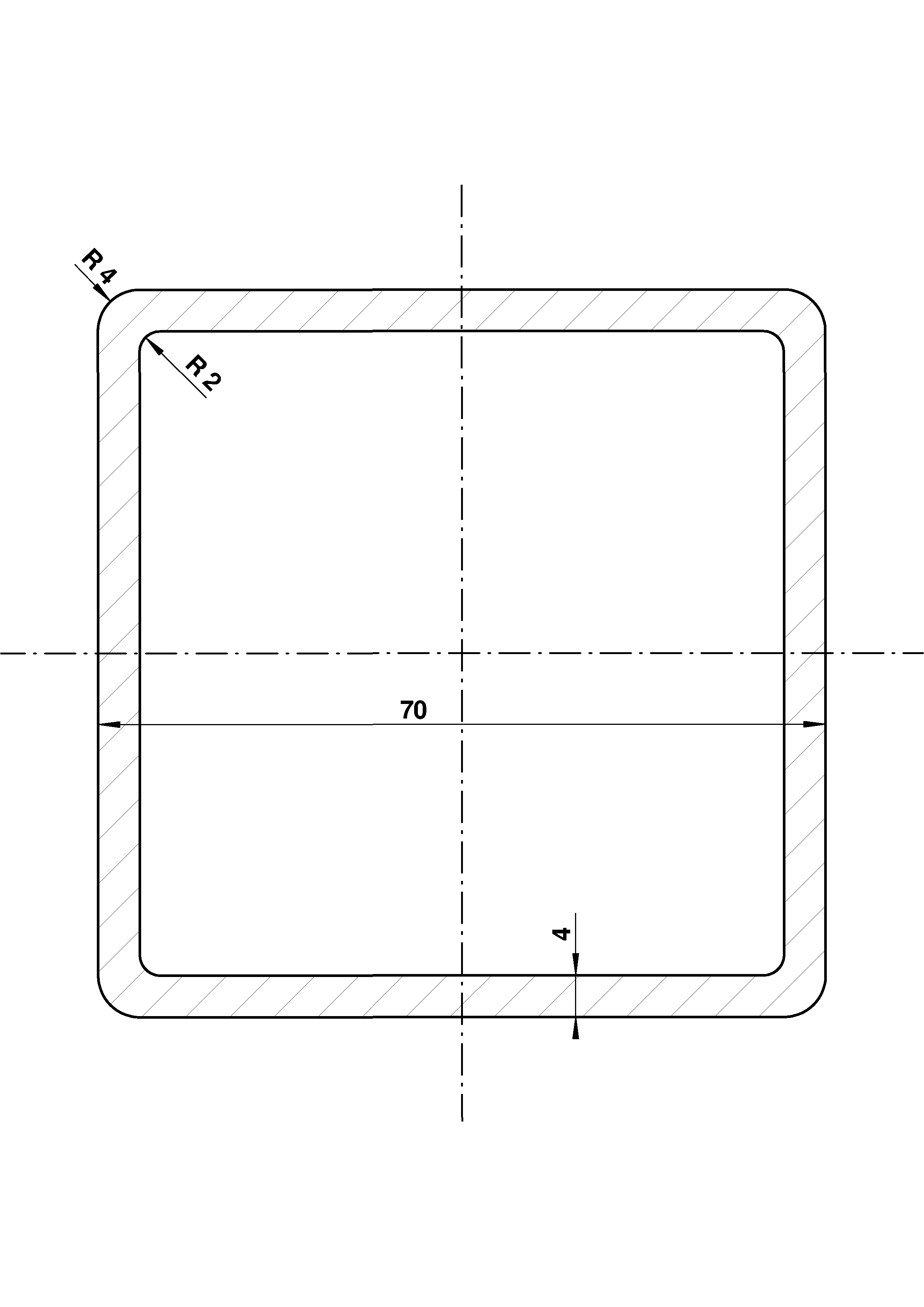
Beispielhafter Querschnitt eines Quadratrohres nach EN 10210

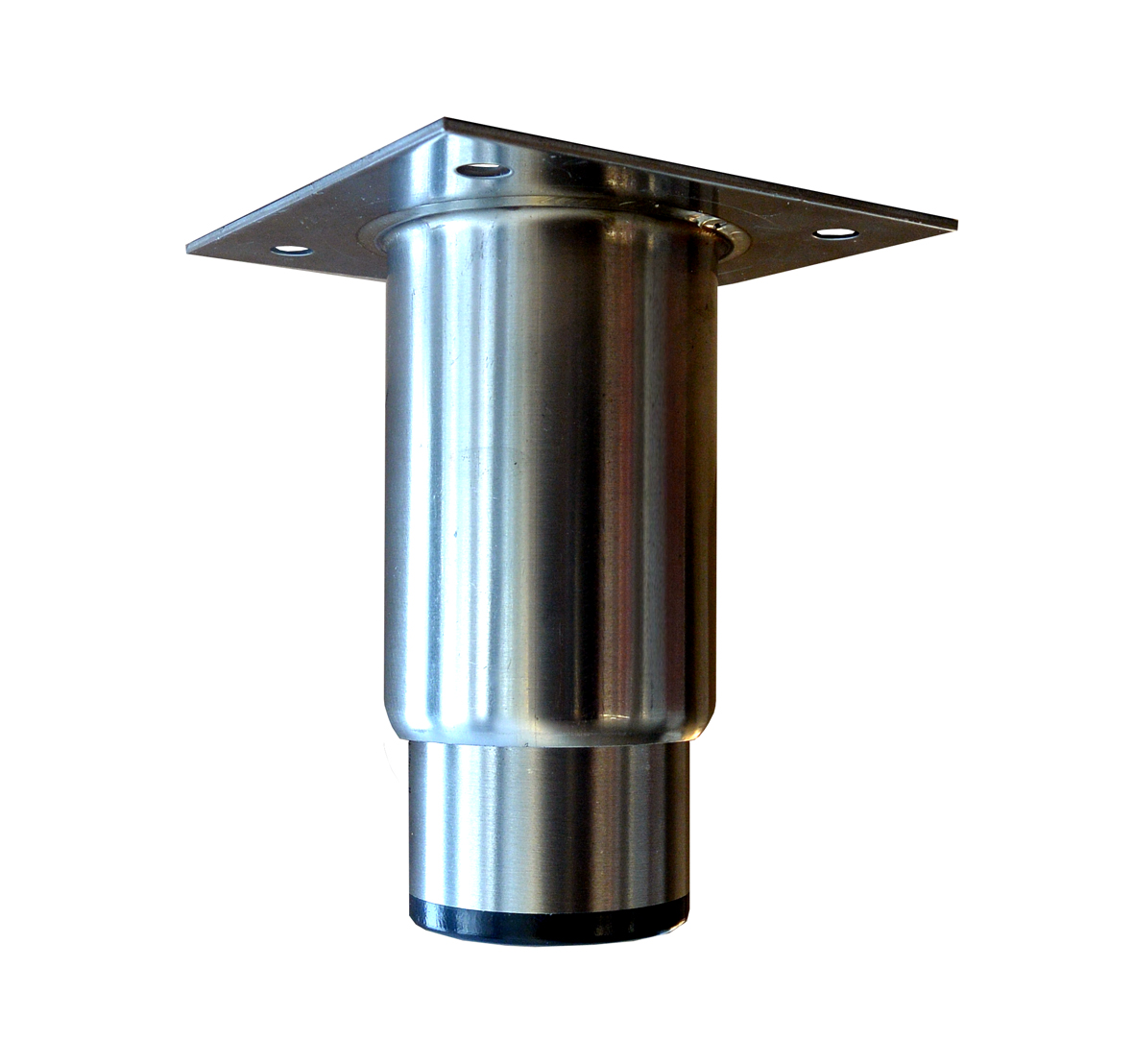
Stellfuß aus zwei Rundrohren

Ein Stahlrohr (auch Hohlprofil) ist ein rohrförmiger Profilstahl mit konzentrischem, rechteckigem, ovalem oder anderem geschlossenen Querschnitt, dessen Wand aus Stahl besteht. Stahlrohre dienen der Durchleitung von flüssigen, gasförmigen oder festen Stoffen, oder werden als statische oder konstruktive Elemente verwendet.
Stahlrohr ist erhältlich von Durchmessern im Millimeterbereich (Bremsleitungen, Hydraulikleitungen usw.) bis zu mehreren Metern (Pipelinesysteme usw.)
Stahlrohre werden nach ihrem Herstellungsverfahren unterschieden in:
- nahtlose Stahlrohre. Diese werden durch das Lochen von Vollmaterial (Luppen, Knüppel, Brammen usw.) vornehmlich in Walzwerken durch Warmwalzen und nachfolgende Bearbeitungsschritte erzeugt.
- längsgeschweißte Stahlrohre. Diese werden aus Stahlstreifen (Bandstahl), Breitband (Coils), Stahlblech usw. zunächst zum Rohrkörper umgeformt und die Bandkanten anschließend miteinander in Längsrichtung zu einem geschlossenen Stahlrohr verschweißt.
- spiralgeschweißte Stahlrohre. Diese werden aus Stahlstreifen schraubenlinienförmig gewickelt, geformt und an den Bandkanten entsprechend schraubenlinienförmig zu einem geschlossenen Rohrkörper verschweißt (Spiralrohrherstellung).

Nicht zu den Stahlrohren im engeren Sinne gezählt werden Lüftungskanäle wie Wickelfalzrohr (aus spiralförmig gewickelten und durch Längsfalz verbundenen Blechstreifen), Regenfallrohre und andere aus Blech hergestellte, dünnwandige Rohre.

## Geschichte
1825 wurden in England erstmals feuergeschweißte Rohre hergestellt, Deutschland folgte 1845. Beim Feuer- oder Feuerpressschweißen werden gewalzte Blechstreifen durch Umformwerkzeuge in Profile von rundem Querschnitt gebogen und stossend oder überlappend geschweißt. Damit begann die industrielle Fertigung von Stahlrohren.
Max und Reinhard Mannesmann entwickelten 1886 das Schrägwalzverfahren zur Herstellung von nahtlosen Rohren. Diese Entwicklung wird als Beginn der großtechnischen Rohrherstellung betrachtet.
Beim Schrägwalzen sind zwei Elemente wesentlich: Erstens ein Walzenpaar mit schräg zueinander angeordneten Achsen, die in die gleiche Richtung rotieren und damit den bis zu 1300 Grad Celsius heißen Stahlrundblock durch die Anlage ziehen. Und zweitens ein Dorn, der den glühenden Rundblock locht.
Das Schrägwalz-Verfahren von 1886 war zunächst kaum für die industrielle Fertigung geeignet. Es gelang den Mannesmann-Brüdern nicht, ein marktübliches dünnwandiges Rohr in einem einzigen Walzgang herzustellen. Sie benötigten vier Jahre, bis sie schließlich im Jahr 1890 das Schrägwalzen mit dem sogenannten Pilgerschrittverfahren kombinierten.
Für die Kombination der beiden Technologien etablierte sich der Begriff des Mannesmann-Verfahrens. Dabei wird der Werkstoff während des Walzens mit einer unsymmetrischen Walze für kurze Zeit freigegeben, um einen bestimmten Winkel gedreht und für den folgenden Schritt zurückgeschoben. „Dieser Bewegung – vor und zurück – verdankt das Verfahren in Anlehnung an die Echternacher Springprozession die Bezeichnung Pilgerwalzen“.
Neben diesem Verfahren entwickelten sich Ende des 19. Jahrhunderts noch weitere Verfahren zur Herstellung nahtloser Rohre. Diese bestanden einige Zeit nebeneinander. Nach Ablauf der Schutzrechte wurden die Methoden vielfach kombiniert. Daraus entwickelten sich die gängigen Verfahren:
- Rohrkontier- und Stoßbankverfahren für Abmessungen von ca. 21 bis 178 mm.
- Rohrkontierverfahren mit kontrolliert bewegter Dornstange bzw. das Stopfenwalzverfahren von 140 bis 406 mm Außendurchmesser.
- Schrägwalz-Pilgerschrittverfahren für Abmessungen von 250 bis 660 mm Außendurchmesser.

## Normung
Stahlrohre sind nach Europäischen Normen nach dem Herstellungssystem genormt.
Beispiele:
- EN ISO 3183 – Erdöl- und Erdgasindustrie – Stahlrohre für Rohrleitungstransportsysteme – (ISO 3183:2012); Ersatz für DIN EN 10208-1:2009-07 und EN 10208-2:2009-07[4]
- EN 10210 – Warmgefertigte Hohlprofile für den Stahlbau aus unlegierten Baustählen und aus Feinkornbaustählen (zwei Teile) –, früher DIN 17120…DIN 17125, DIN 59410
- EN 10219 – Kaltgefertigte geschweißte Hohlprofile für den Stahlbau aus unlegierten Baustählen und aus Feinkornbaustählen (2 Teile) –, früher DIN 17119, DIN 17120, DIN 17123, DIN 17125, DIN 59411
- EN 10220 bzw. EN 10216-1 und 10217-1, nahtloses und geschweißtes Siederohr (früher DIN 2448 / DIN 1629 und DIN 2458 / DIN 1626)
- EN 10255, mittelschweres und schweres Gewinderohr (früher DIN 2440 und 2441)
- EN 10305 – Präzisionsstahlrohre (sechs Teile) –, früher DIN 2385, DIN 2391, DIN 2393…DIN 2395
- EN 60423 und EN 61386 für Stahlpanzerrohre (Stapa-Rohre), die in der Elektroinstallation eingesetzt werden

Alle genannten Europäischen Normen sind in Deutschland als DIN-Normen gültig.